# Brunau (Dorfen)
Brunau ist ein Gemeindeteil der Stadt Dorfen im oberbayerischen Landkreis Erding.

## Lage
Die Einöde Brunau liegt in der Luftlinie 4,8 Kilometer nordwestlich der Marktkirche von Dorfen.

## Geschichte
Der Einödhof wird 1367 in einem Verkaufsvertrag zwischen dem Berthold Viergänsl und der Stiftskirche St. Zeno in Isen erwähnt. 1447 verkaufte der Ludwig Schönpruner auf Prunaw seiner Hausfrau den halben Hof zu Chätternpach, den Vertrag siegelte 1458 Viktor Schönpruner zu Brunau.

## Bevölkerungsentwicklung
Um 1871 gab es in Brunau 17 Einwohner. Im Mai 1987 lebte dort ein Einwohner in einem Wohngebäude.
| Jahr      | 1871 | 1925 | 1950 | 1970 | 1987 |
| --------- | ---- | ---- | ---- | ---- | ---- |
| Einwohner | 17   | 13   | 11   | 2    | 1    |